# 尾崎秀真
尾崎秀真（おざき ほつま，1874年11月21日—1949年11月15日）原名秀太郎，字白水，號古邨，日本岐阜縣人，臺灣日治時期報刊編輯、主筆、漢詩詩人、記者。

## 生平

### 早年生涯
尾崎秀真原名秀太郎，明治7年（1874年）11月21日出生於日本岐阜縣加茂郡西白川村字河岐百番戶（今白川町）的富農家庭。1886年5月，父親為響應「殖產興業」的政策，變賣田產成立「東加茂蠶絲組合」投入生絲產業，但因經營不善導致傾家蕩產。
1887年3月，尾崎自4年制尋常小學校畢業。後寄宿美濃關町（今关市）親戚塚原敬一的家中，一面就讀小學校高等科，一面向塚原學習醫術和漢詩文。1891年3月，尾崎自小學校高等科畢業，但因為家中無力讓尾崎繼續升學，只好待在塚原家自學。同年10月28日發生濃尾大地震，塚原家在震災中遭到摧毀，尾崎留在當地救護醫院任代診生，一邊救助罹難者，一邊儲蓄。
1892年，在居住於東京的叔父市三郎的引介下，尾崎自美濃前往東京工作，並寄宿於叔父在神田三崎町的住宅中。尾崎先是在墨田區的近藤醫院擔任藥局生，1893年起擔任周刊《醫海時報》的編輯，在此期間結識內務省衛生局局長後藤新平。1894年，甲午戰爭期間，後藤任「解雇軍夫救護會」檢疫事務官長，尾崎隨行進行救護事務。戰爭結束後，尾崎回到東京從依田學海學習漢詩，跟渡邊重石丸學習國學，與高崎正風學習和歌。在此期間尾崎與友人出資籌辦《新少年》雜誌，並籌組「桃太郎會」鼓勵青少年從事文學創作，並再次期間接觸篆刻。

### 南渡臺灣

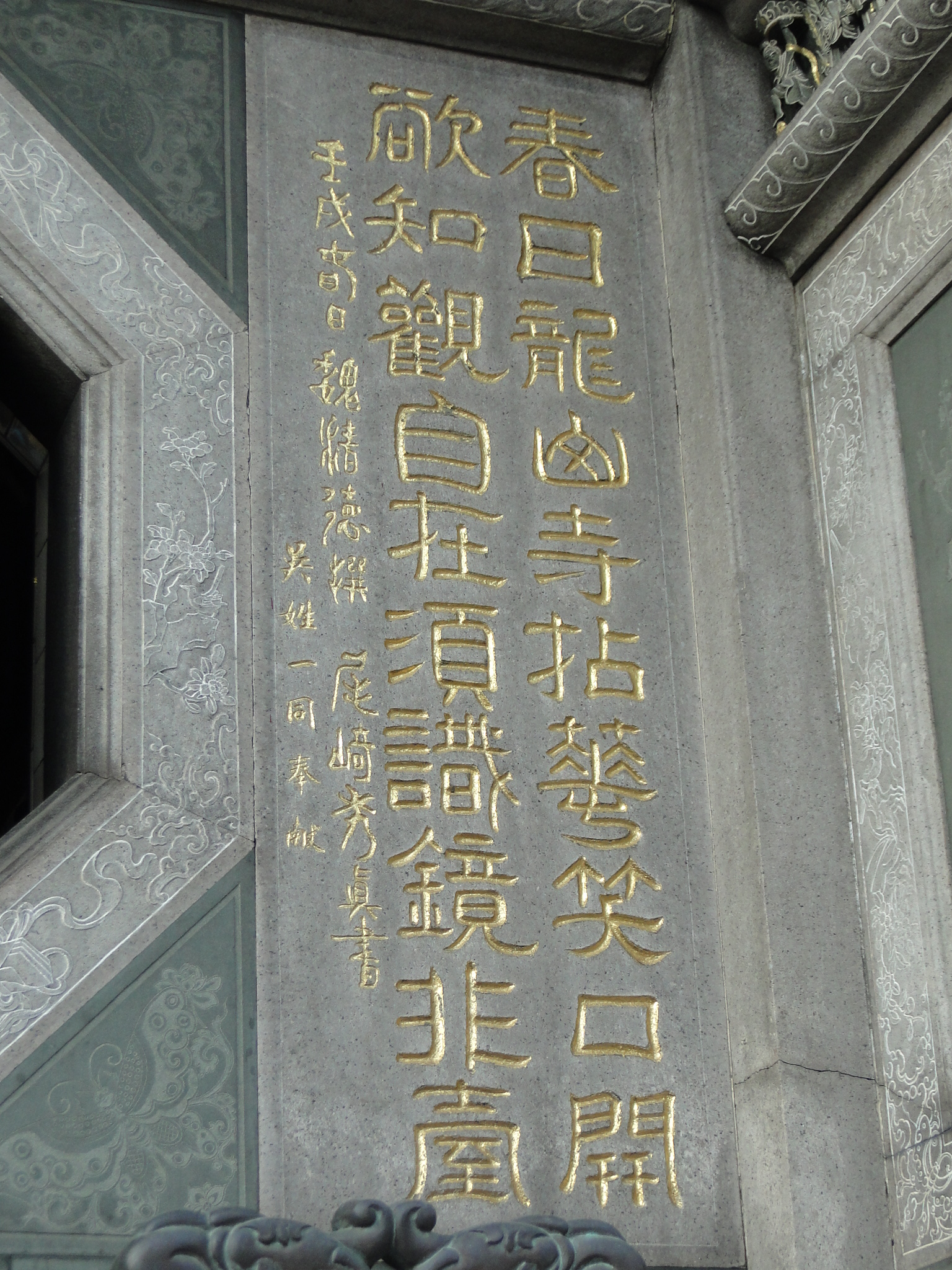
尾崎秀真書法，現存於艋舺龍山寺三川殿

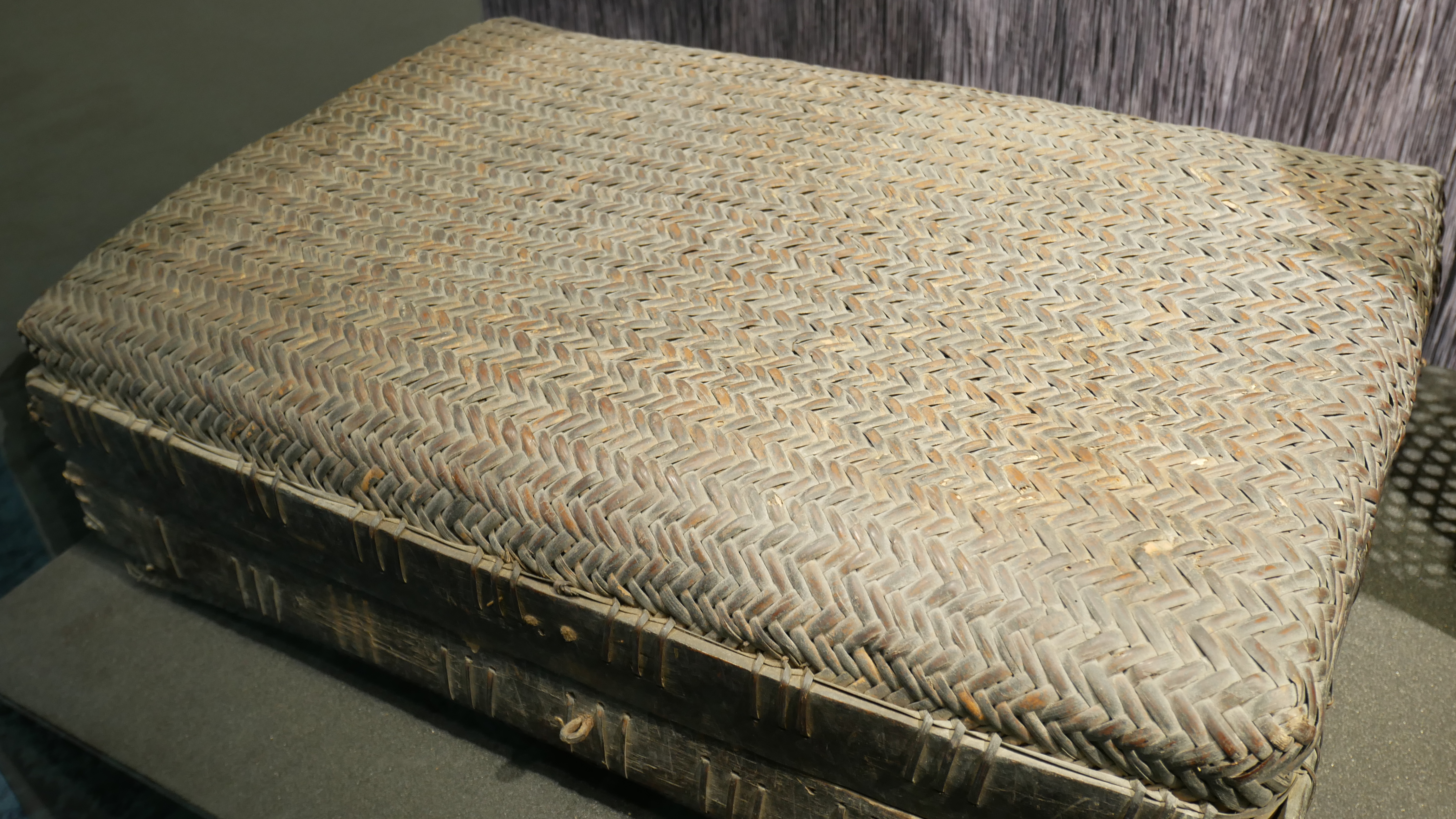
尾崎秀真所藏阿美族藤箱

1898年，《新少年》因經營困難，與另一家北隆館發行的雜誌《少國民》合併，但隨即尾崎便因理念不合辭去編輯工作，隔年進入《報知新聞》擔任記者。1901年4月，由於尾崎熟諳漢文，在後藤新平的引薦下，前往臺灣擔任《臺灣日日新報》漢文部記者，並同時於私立臺北中學會教授漢文及書法。1904年4月，接替籾山衣洲升任漢文版主筆。1907年，尾崎與村木鬼空、杉阪牛魔等人，發起了日治臺灣第一個篆刻印社「水竹印社」，推廣篆刻。並時常在臺灣日日新報中，刊登篆刻作品及相關文章，提升讀者對篆刻鑑賞的認識及涵養。此外，尾崎也將自己私人收藏的印鑑印成印譜，贈與有意學習篆刻者，對於臺灣篆刻推廣不遺餘力。1910年5月底，接任臺北中學會會長。
在報社任職期間，尾崎亦參與了許多公部門的任務。1911年，兼任臺灣總督府通信事務囑。1922年4月，總督府欲編纂「新臺灣史」，尾崎參與修訂。然而後續因史料編纂委員會縮編，導致修訂工程於1924年中止。尾崎在寫下《罷官》一詩後離職，並自嘆此事為「日本學界之恥辱」。儘管如此，尾崎仍憑一己之力，陸續發表《臺灣四千年史之研究》、《臺灣四十年史話》等研究，領域延伸至考古及原住民等研究。待業一年多後，尾崎於1925年底起陸續出任臺灣總督府社會事業囑託、臺灣史蹟名勝天然紀念物會調查委員、臺灣美術展覽會評議員、臺灣博物館協會理事等職。1929年秋擔任《臺灣日日新報》社常任監察。同年臺灣總督府史料編纂委員會再次成立，尾崎再度受命擔任編纂委員。
1941年，次子秀實涉入「佐爾格間諜案」，秀真在審判期間多方奔走營救，但最終秀實仍於1943年3月29日被判死刑。接獲噩耗的秀真於10月搭乘郵輪富士丸返日探望秀實，但船隻遭到美軍潛艦擊沉，秀真在海上漂流9小時候方才獲救。1944年10月秀真返臺探望子女，秀實遭處決後，秀真終日自囚於書齋中。
1946年4月，第二次世界大戰結束，身為戰敗國國民的尾崎返回日本。尾崎在臺約45年，期間除了回去日本本土幾次，僅在1915年4月下旬至5月上旬至廈門視察，其餘時間都待在臺灣。1949年11月15日病逝於岐阜縣自宅。

## 交流結社
尾崎在臺期間與眾多文人交流結社，除1907年發起的「水竹印社」之外，1929年與石原幸作共組「趣味之會」。1935年夏天籌組「玉山印社」。此外也參與「淡社」、「瀛社」等詩社。

## 與博物館淵源
尾崎秀真與博物館的淵源，至少始於臺灣總督府民政部殖產局附屬博物館(以下稱總督府博物館)開館之時，他即擔任歷史部的陳列員。總督府博物館是日本政府於1908年在當時的殖民地臺灣成立之博物館，現今為國立臺灣博物館(以下稱臺博館)，其在官方記錄上，在總督府博物館的任期時間為1926~1928（昭和元至三）年。
1926（大正十五）年總督府博物館發行的《臺灣博物館の手引》，編著者館員松倉鐵藏引述了尾崎氏編纂的「臺灣古代史綱」，尾崎氏也擔任其書的校閱，可謂臺灣總督府博物館前期主導歷史收藏的蒐藏政策。除此之外，尾崎氏也參與博物館歷史部門的展示規劃，而後更主導「佐久間財團蕃族品蒐集計畫」(始自1927年)。
「佐久間財團蕃族品蒐集計畫」是為當時國家級博物館系統性的大型蒐藏計畫，由臺灣總督府警務局理蕃課與總督府博物館一同推展，主要目的為紀念佐久間總督的理蕃功績，並對變遷且逐步消逝中的原住民社會風俗及蕃族品勉力蒐藏。根據此基準，在進行實際蒐藏之前訂有「蕃族參考品蒐集計畫書」，依原住民各類蒐藏的重要性分為三類，其中第一級，也就是極為重要應盡力蒐集的，包含泰雅族的珠衣珠裙，排灣族（包括現在的魯凱、卑南兩族）的項鍊及項飾，泰雅、賽夏、布農、鄒與排灣的耳飾與頸飾，泰雅、鄒與排灣的胸飾，布農、鄒、排灣、阿美與雅美族的陶壺，泰雅、布農、排灣與阿美的刀，泰雅、布農、排灣的弓箭等，本計畫共計蒐羅1760件藏品，是為當時博物館極為重要且相對大量的一批原住民典藏。
尾崎氏為計畫徵得的文物其中以來自阿美族佔最多，其收集之原住民文物，常綁有寫著「尾崎」二字之紙條為特徵，其蒐藏品不論在種類、品項與族群文化上，並無特殊的取向，可廣泛分類為服裝、裝身具（首飾類）、陶器、盛貯用具、日用雜器、嗜好品、飲食用具、製造修理工具、漁具、武器、玩具、巫術宗教用品、照片等，不少數量為「佐久間財團蕃族品蒐集計畫」列為第一級蒐羅之重要文物；除了「佐久間財團蕃族品」中原住民相關藏品外，臺博館典藏分類中與尾崎氏相關的尚有歷史類藏品，此批蒐藏種類多為如書法手稿、照片、印張印譜、碑拓片、公文書等平面類，來源屬尾崎氏個人捐贈，另有如安平壺及扶乩架等立體類器物，為其購買及捐贈品。

## 住所
尾崎最初是隻身來臺，後來舉家遷臺居住。1904年4月起，寄居總督兒玉源太郎別墅的南菜園中。10月後，南菜園轉贈臺灣婦人慈善會，尾崎移居臺北城府前街。後來在兒玉總督的協助下，在南菜園附近自建屋舍，住宅自稱「讀古村莊」，並因此寫下《移家古亭村庄》。

## 家庭
母親太田久枝據傳為敏達天皇之後，故其後代名字皆承襲母家的「秀」字。父親尾崎松太郎為幕末國學者平田鐵胤的門人，師祖平田篤胤為日本神道教「秀真文」知名學者，秀真後來也是因此自己改名為「秀真」。明治維新後，尾崎松太郎曾擔任西白川村村長。
兒子尾崎秀實與秀樹皆為著名文字工作者。秀實後來成為知名共產主義者，後因涉入間諜案，於1944年被處以絞刑。在獄中書信中，秀實提到幼年居住於臺灣期間，父親秀真粗暴對待臺籍車伕的場景，而目睹此殖民地差別待遇的經驗，亦為他後來成為社會主義者的原因。從相關文獻看來，儘管尾崎對臺灣相關研究相當投入，但仍有身為殖民者的優越感。